# Præsidentpaladset (Athen)
 For alternative betydninger, se Præsidentpaladset. (Se også artikler, som begynder med Præsidentpaladset)
Præsidentpaladset (græsk: Προεδρικό Μέγαρο), tidligere kendt som Det Nye Slot (græsk: Νέα Ανάκτορα) eller blot Kongeslottet, er et slot i det centrale Athen i Grækenland, der fungerer som Grækenlands præsidents officielle residens. Før afskaffelsen af det græske monarki i 1973 var slottet den officielle residens for Grækenlands konger.
Slottet blev opført fra 1891 til 1897 som tronfølgerbolig. Fra 1913 fungerede det som kongernes residens i Athen, bortset fra perioden fra 1924 til 1935, hvor det var præsidententpalads under den anden græske republiks præsidentpalads. Efter afskaffelsen af det græske monarki har bygningen siden 1974 været brugt som sæde for den tredje græske republiks præsident og dennes stab.

## Historie
Området hvor præsidentpaladset ligger i dag, lå uden for Athens bygrænse indtil slutningen af 1800-tallet. Det gamle kongeslot, som i dag huser Grækenlands parlament, udgjorde byens østlige grænse, og ud over det var der kun marker og små gårde. Allerede i 1868, i anledning af fødslen af kronprins Konstantin, søn af kong Georg 1., blev det besluttet at bygge en separat residens for tronfølgeren, når han blev voksen. Det var dog først tyve år senere, efter kronprins Konstantins ægteskab med prinsesse Sophie af Preussen, at staten gav opgaven med opførelsen af Kronprinsens Palads til den tyskfødte arkitekt Ernst Ziller. Arbejdet begyndte i 1891 og blev afsluttet seks år senere i 1897.
Juleaftensdag 1909 ødelagde en brand en stor del af Det Gamle Slot, hvor kong Georg 1. residerede, og derfor blev bygningen lejlighedsvis brugt som opholdssted af den kongelige familie. Efter mordet på Georg 1. i 1913 blev det den officielle kongelig residens, da Konstantin 1. efter sin tronbestigelse valgte at blive boende i sin hidtidige residens.
Efter afskaffelsen af monarkiet i 1924 ophørte slottet midlertidigt med at være residens for den kongelige familie. Det blev herefter brugt som den anden græske republiks præsidentpalads indtil 1935, hvor monarkiet blev genindført, og kongen vendte tilbage. Efter afskaffelsen af det græske monarki, har bygningen siden 1974 været brugt som sæde for den tredje græske republik præsidents stab og residens for den græske præsident.

## Arkitektur
Slottet er en neoklassisk treetagers bygning med en enkel og stram facade. Schiller brugte til dels tegninger af den danskfødte arkitekt Theophilus Hansen (til et sommerpalads, der ikke blev bygget) til udførelsen, men han tog også hensyn til kronprinsesse Sophies ønsker. Det hævdes, at hendes ønske var at give bygningen præg af et luksuriøst palæ, snarere end et typisk kongeslot.
Indgangen til bygningen har en fronton med søjler i jonisk stil og en lille trappe. Megaron har en dobbelt række af ni vinduer, som hver er kronet af en lille fronton. Ziller valgte at udvide frisen mere end normalt. Dens karakteristika er de dekorative gipsmetoper, der veksler med dobbeltvinduer. På den måde sikrede han sig en mere naturlig belysning på tredje sal men også plads til kongeparrets monogrammer, "K" for Konstantinos og "S" for Sofia. Der var oprindelig statuer på hjørnet af brystværnet, men deres senere skæbne er ukendt - de siges at være blevet fjernet i 1940'erne eller 1950'erne.
Der er foretaget få ændringer i bygningen siden opførslen. Slottet er dog blevet udvidet i to omgange. I 1909 blev der tilføjet en balsal til bygningen, da den oprindeligt ikke var tænkt som en officiel kongebolig. Repræsentationslokalet havde indtil da været stuen på anden sal.
Den anden tilføjelse blev foretaget i 1962 i anledning af brylluppet mellem prinsesse Sofia (datter af kong Paul og dronning Frederika) og prins Juan Carlos af Spanien, hvor der blev bygget en større festsal. Udvidelsen blev udarbejdet af civilingeniøren Alexandros Baltazis, arkitekten Maria Dimitriadou-Lukakou og scenografen Kleoboulos Klonis.

## Have
Præsidentpaladsets have optager et areal på cirka 25.000 m2 og er en grøn oase i Athens centrum. I midten af 1800-tallet var dette område kongehusets køkkenhave på grund af sin frugtbare jord.
Efter opførelsen af slottet i 1897 og anlægget af Herodos Atticus–gaden blev området, der omgav slottet, forvandlet til en stor dekorativ have. Denne plan ser ud til at være lavet af Zillers tekniske kontor. Udvælgelsen af de passende planter blev sandsynligvis foretaget af en græsk ekspert, da de fleste af træerne er af indenlandsk oprindelse. Siden åbningen har haven været opdelt i to store sektioner på grund af jordens hældning, med bygningen på den øverste del.
Designet af haven foran bygningen lignede andre neoklassiske bygninger i perioden (Athens Akademi, Athens Universitet og Det Græske Nationalbibliotek). Haven følger en forholdsvis streng geometrisk plan i fransk stil med symmetriske områder med græsplæner og sæsonbetonede planter. Den formelle komposition i området mod Herodos Attikus–gaden, bliver komplementeret af lindetræer, cypresser, palmer og århundreder gamle platantræer.